# Associazione Calcio Femminile GBC Milan 1976
Questa voce raccoglie le informazioni riguardanti l'Associazione Calcio Femminile G.B.C. Milan nelle competizioni ufficiali della stagione 1976.

## Rosa
| N. |                   | Ruolo | Calciatrice        |
| -- | ----------------- | ----- | ------------------ |
| 8  | Italia (bandiera) | A     | Elena Boselli      |
| 4  | Italia (bandiera) | D     | Rosalba Canzi      |
| 3  | Italia (bandiera) | D     | Ivana Clerici      |
| 2  | Italia (bandiera) | D     | Manola Conter      |
| 6  | Italia (bandiera) | C     | Patrizia Fortunato |
| 10 | Scozia (bandiera) | A     | Edna Neillis       |

| N. |                   | Ruolo | Calciatrice       |
| -- | ----------------- | ----- | ----------------- |
| 5  | Italia (bandiera) | C     | Rita Pedrali      |
| 11 | Scozia (bandiera) | A     | Rose Reilly       |
| 7  | Italia (bandiera) | A     | Gabriella Scotton |
| 5  | Italia (bandiera) | C     | Anna Stopar       |
| 1  | Italia (bandiera) | P     | Daniela Sogliani  |